# Kolczakówka kasztanowata

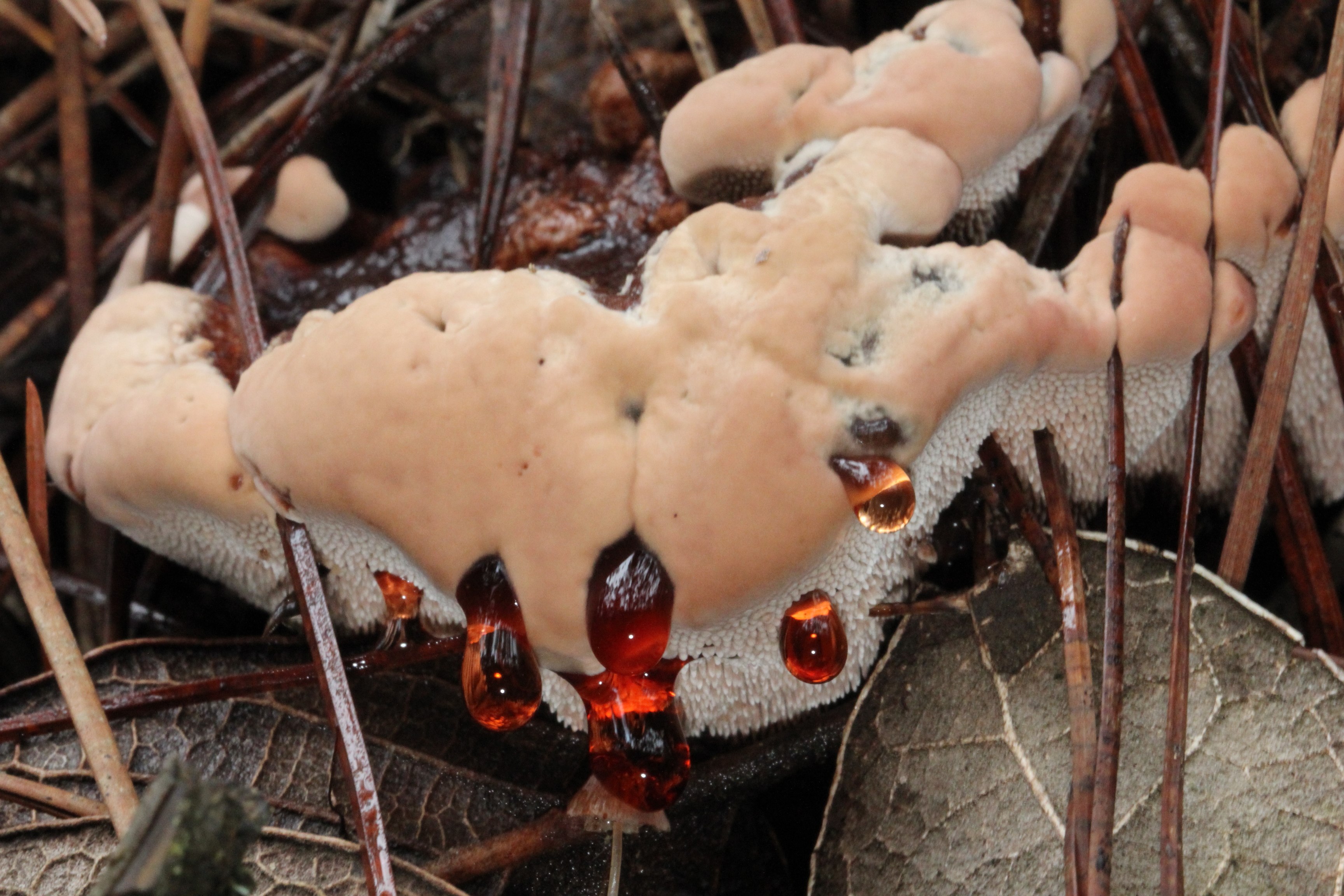

Kolczakówka kasztanowata (Hydnellum ferrugineum (Fr.) P. Karst.) – gatunek grzybów należący do rodziny kolcownicowatych (Bankeraceae).

## Systematyka i nazewnictwo
Pozycja w klasyfikacji według Index Fungorum: Hydnellum, Bankeraceae, Thelephorales, Incertae sedis, Agaricomycetes, Agaricomycotina, Basidiomycota, Fungi.
Po raz pierwszy takson ten zdiagnozował w 1815 r. Elias Fries nadając mu nazwę Hydnum ferrugineum. Obecną, uznaną przez Index Fungorum nazwę nadał mu w 1879 r. Petter Adolf Karsten, przenosząc go do rodzaju Hydnellum. Niektóre synonimy naukowe:

- Calodon ferrugineus (Fr.) P. Karst. 1881
- Calodon hybridus (Bull.) Lindau 1911
- Hydnellum hybridum (Bull.) Banker 1913
- Hydnellum pineticola K.A. Harrison 1964
- Hydnum ferrugineum Fr. 1815
- Hydnum ferrugineum Fr. 1815, var. ferrugineum
- Hydnum hybridum Bull. 1791
- Phaeodon ferrugineus (Fr.) J. Schröt. 1888

Nazwę polską podali Barbara Gumińska i Władysław Wojewoda w 1983 r. W polskim piśmiennictwie mykologicznym gatunek ten opisywany był też jako kolczak rdzawy i kolczak kasztanowaty.

## Morfologia
Kapelusz
5–11 cm średnicy, początkowo płasko-wypukły, później w centrum nieznacznie wgłębiony. Nieregularny, z niewysokimi wypukłościami, z wiekiem promieniście pomarszczony. Barwa biała, białoróżowa do brązowawej. Powierzchnia za młodu zamszowato-filcowata, na której to często występują czerwone krople. Kolce początkowo białawe, białoszare, z wiekiem ciemniejące do purpurowobrunatnych.
Trzon
Do 7 cm długi i do 3 cm gruby, cylindryczny lub wrzecionowaty, aksamitny, filcowaty, barwy kapelusza. Niekiedy zwężający się ku dołowi.
Miąższ
Początkowo brudnoróżowy, później ciemniejszy, purpurowobrunatny, koncentrycznie strefowany, o mącznym smaku i zapachu.
Zarodniki
Brązowawe, nieregularne, pokryte grubymi guzkami.

## Występowanie
Podano stanowiska tego gatunku w Ameryce Północnej i Środkowej, Europie, Azji i Australii. W Polsce gatunek rzadki. Do 2020 r. podano 10 jego stanowisk historycznych i 6 współczesnych. Aktualne stanowiska podaje także internetowy atlas grzybów. Znajduje się na Czerwonej liście roślin i grzybów Polski. Ma status E – krytycznie zagrożony. Znajduje się na listach gatunków zagrożonych także w Szwajcarii, Niemczech, Danii, Estonii, Anglii, Holandii. W Polsce w latach 1995–2004 był pod ochroną częściową, od roku 2004 objęty ochroną ścisłą bez możliwości zastosowania wyłączeń spod ochrony uzasadnionych względami gospodarki rolnej, leśnej lub rybackiej.
Naziemny grzyb saprotroficzny. Rośnie pojedynczo lub w grupach od lipca do października w lasach iglastych, rzadko w liściastych.

## Gatunki podobne
Kolczakówka piekąca (Hydnellum peckii), która wyróżnia się ostrym, pieprzowym smakiem.